# Omboué
Omboué es un pueblo localizado en la Provincia de Ogooué-Maritime, Gabón, en la costa de la laguna de Fernan Vaz. El pueblo es un centro de abastecimiento para las localidades dispersas alrededor de la laguna.

## Personajes
- Jean Ping, exministro de Relaciones Exteriores de Gabón, presidente de la Comisión de la Unión Africana.
- Jacques y Jean Michonet, héroes del libro La memoria del río de Christian Dedet,[1] viven en Omboué donde se desarrolla la mayor parte de la historia.